# Едуардо Гонсалес Віанья
Едуа́рдо Гонса́лес Віа́нья (ісп. Eduardo González Viaña; *13 листопада 1941, Чепен, Ла-Лібертад, Перу) — перуанський письменник, журналіст, дипломат і громадський діяч; професор декількох вишів; живе й працює в США.

## З життєпису
Народився 1941 року в Чепені на північному узбережжі Перу. Друга дитина в шлюбі доктора Едуардо Гонсалеса Леона та доньї Мерседес Віанья Гора наваррсько-астурійського походження. У сусідньому порту, Пакасмайо, він провів своє дитинство та юність, і це дало морську основу його першій книзі оповідань Los peces muertos (1964), а також ніжну ностальгію за північним Перу, яка помітна в усіх його творах.
Навчався у Національному університеті Трухільйо на юриста, докторантура з філології.
Дуже рано, у віці 26 років за збірку оповідань Batalla de Felipe en la casa de palomas (1970) отримав Національну премію за сприяння розвитку культури імені Рікардо Пальми. Роман Identificación de David, опублікований у 1974 році, приніс йому Національну романну премію Universo.
Потім 6 років прожив у Європі на студіях з лінгвістики та літератури в Іспанії та етнології в École des Hautes Etudes en Sciences Sociales у Парижі. В цей час активно займався журналістикою, зокрема виїздною.
У 1980-х роках літературна творчість Е. Г. Віаньї відчутно орієнтована на антропологічну тематику. Живучи у Франції, він часто навідується до Перу, де поблизу Трухільо активно спілкується з шаманом Едуардо Кальдерон Паломіно, що вплинуло на його подальше життя і наступну творчість.
Починаючи з 1990-х років Гонсалес Віанья жив у Сполучених Штатах, працюючи професором в університетах Берклі та Орегону (від 1993 року, від 2015 — почесний професор). Його тогочасні тексти спрямовані на опис і відзначення імміграції іспаномовних американців, за його словами: «наймасштабнішої та найважливішої з часів, коли євреї йшли до землі обітованої. Кілька книжок нарисів та оповідань походять із цього періоду.
У 1999 році отримав Міжнародну премію Juan Rulfo, організовану Radio France і щороку призначувану в Парижі за найкращий іспановмовний твір. Відзначене нагородами оповідання Siete noches en California — з книги Los sueños de América, яка стала спражнім гімном американської мрії для іспаномовних іммігрантів США. З лекціями, читаннями і виступами по цій книзі автор об'їздив мало не всі Штати. Як громадський діяч він виступає за збереження, розвиток і поглиблення латинської ідентичності іспаномовних мешканців США.
Починаючи від 2004 року письменник є член-кореспондентом Академії мов Перу, від 2015 — дійсним членом Північноамериканської академії іспанської мови (ANLE), також має член-кореспондентство у Королівської іспанської академії. 

## З доробку
Едуардо Гонсалес Віанья — визнаний автор оповідань і романів. Тема творів — іммігрантська, філософська та історична. Перу автора належать і численні есеї, де крім проблематики ідентичності, зокрема в іспаномовній імміграції США, заторкується проблематика жіноцтва. Є в доробку автора й свідчення (від спілкування з перуанським шаманом, наприклад) і дитячі книги.  
Перуанська критика називає Гонсалеса Віанью послідовним спадкоємцем покоління інтелектуалів під назвою Grupo Norte, яке сформувалося в місті Трухільйо в першій половині ХХ століття, найяскравішим представником якого був Сесар Вальєхо. Сам Віанья є автором біографічного роману про Вальєхо Vallejo en los infiernos (2008).
Автор є добре знаним не лише в іспаномовному світі та США; окремі твори письменника перекладено англійською, італійською, французькою, російською мовами. Віанья удостоєнний численних нагород і літературних премій, як  на батьківщині в Перу, так і в США, Іспанії та інших країнах. 
Роман Віаньї El corrido de Dante (2006) вважається класикою імміграційної літератури. Ця робота отримала 2007 року американську нагороду International Latino Award. З La frontera del paraíso (2018) автор блискуче продовжує сагу романів, присвячених темі імміграції в Сполучених Штатах.
Роман El Camino de Santiago був визнаний журі однією з трьох найкращих книг, представлених на премії Planeta Novel Award 2016 року, найвідомішому літературному конкурсі в іспаномовному світі.
Kutimuy, Garcilaso (Ліма, 2021) — історичний роман про життя Інки Гарсіласо де ла Веги.

### Вибрана бібліографія
- Los peces muertos (оповідання) Editorial Casa de la Poesía. Trujillo, Perú, 1964.
- Batalla de Felipe en la casa de palomas (оповідання) Editorial Losada, Buenos Aires. Argentina, 1970.
- Identificación de David (роман) Edit. Universo, Lima, Perú, 1974.
- Habla, Sampedro (свідчення) Editorial Argos Vergara, Barcelona, España, 1979.
- El tiempo del amor (оповідання) Mosca Azul Editores, Lima, Perú. 1984.
- El amor se va volando (оповідання) Periolibros Editores, Lima, Perú. (150,000 copias) 1990.
- Sarita Colonia viene volando (роман) Mosca Azul Editores, Lima, Perú, Primera Edición (2 тис. прим.): квітень 1990. 2-е вид. (10 тис. прим.) травень 1990.
- Frontier Woman:La mujer de la frontera (повість, книга-білінгва) Publicado por "Latinoamericana Editores" Berkeley, mayo de 1995.
- Las sombras y las mujeres (оповідання) Publicado por Mosca Azul Editores, Lima, Perú, 1996: 10 тис. прим..
- Correo de Salem (есеї) Mosca Azul Editores, Lima, Perú, 1998.
- Correo del milenio (есеї) Ensayos y artículos sobre globalización en el nuevo milenio: Petroperu, Lima, Perú 1999.
- Los sueños de América (оповідання) Alfaguara, Perú, 2000. Alfaguara USA 2001, Alfaguara USA 2002, 4 видання.
- Identidad cultural y memoria colectiva en la obra de Isaac Goldemberg (есеї) Mosca Azul Editores, Lima, 2001: Estudios de crítica cultural, 426 p.
- La dichosa memoria (есеї) Editorial Librusa, Lima 2004.
- El corrido de Dante (роман) Arte Público Press, University of Houston 2006.
- Vallejo en los infiernos (роман) Editorial Alfaqueque, Murcia, Spain 2008.
- Florcita y los invasores (оповідання) Ediciones El Parque Lector, Trujillo, Perú, 2009.
- Don Tuno, el señor de los cuerpos astrales (свідчення) Universidad Alas Peruanas, Lima, Perú, 2009.
- ¡Quién no se llama Carlos! (роман) SM Ediciones, Lima, Perú, 2009
- Maestro Mateo (роман) SM Ediciones, Lima, Perú, 2009.
- El amor de Carmela me va a matar (роман) Axiara Editions, USA, 2010.
- El veneno de la libertad (есеї) Editorial Bruño, Lima, Perú, 2011.
- Varias mujeres y un fantasma (оповідання) Fondo Editorial de la Universidad Particular Antonio Guillermo Urrelo (UPAGU), Cajamarca, Perú, 2011.
- El último vuelo de Superman (есеї) Editorial San Marcos, Perú, 2012.
- El lucero de Amaya (роман) S.M. Ediciones, Lima, Perú, 2012.
- Los peces y la vida (оповідання) Summa Ediciones, Lima, Perú, 2014.
- Siete noches en California… y otras noches más (оповідання) Lapix editores, Lima, 2018
- La frontera del paraíso, роман, Crisol, libros y más editores, 2018, Lima, Perú.
- 'El largo camino de Castilla, роман, Universidad César Vallejo, Lima, 2020.
- Kutimuy Garcilaso!, роман, Universidad César Vallejo, Lima, 2021.

## Джерело-посилання
- Про відзначення Едуардо Гонсалеса Віаньї на сайті Wester Oregon University (англ.)